# Campionato albanese di calcio a 5 2008-2009
Il Campionato albanese di calcio a 5 2008-2009 (Kampionati Mini-Futbollit 2008-2009) è stata la quinta edizione del Campionato albanese di calcio a 5, si è disputato a partire dal novembre 2008 ed ha confermato la formula dei due gironi con fase finale organizzata a play-off.

## Fase a gironi

### Girone A
| Pos | Squadra             | Pti | G  | V | N | P | GF | GS |
| --- | ------------------- | --- | -- | - | - | - | -- | -- |
| 1   | KF Tirana           | 22  | 10 | 7 | 1 | 2 | 56 | 34 |
| 2   | Teuta               | 19  | 10 | 6 | 1 | 3 | 71 | 71 |
| 3   | Antena Nord Scutari | 17  | 10 | 5 | 2 | 3 | 48 | 44 |
| 4   | KS Besëlidhja       | 13  | 10 | 4 | 1 | 5 | 62 | 61 |
| 5   | KS Elbasani         | 10  | 10 | 3 | 1 | 6 | 49 | 58 |
| 6   | Vllaznia            | 6   | 10 | 2 | 0 | 8 | 43 | 61 |

### Girone B
| Pos | Squadra              | Pti | G  | V | N | P | GF | GS |
| --- | -------------------- | --- | -- | - | - | - | -- | -- |
| 1   | KS Ali Demi Tirana   | 23  | 10 | 7 | 2 | 1 | 60 | 33 |
| 2   | KS Flamurtari Valona | 19  | 10 | 6 | 1 | 3 | 43 | 24 |
| 3   | Flabina Tirana       | 15  | 10 | 4 | 3 | 3 | 41 | 34 |
| 4   | Skenderbej Tirana    | 15  | 10 | 4 | 3 | 3 | 45 | 50 |
| 5   | 1 Maji Tirana        | 12  | 10 | 4 | 0 | 6 | 44 | 56 |
| 6   | Divjaka              | 1   | 10 | 0 | 1 | 9 | 40 | 76 |

## Playoff

### Quarti di finale
- 16 aprile 2008: Teuta Durres - Flabina Tirana 4-6
- 16 aprile 2008: KF Tirana - Skenderbej Tirana 10-4
- 16 aprile 2008: KS Ali Demi - Besëlidhja Lezha 5-2
- 16 aprile 2008: Flamurtari Vlore - Antena Nord Scutari 2-0 n.p.

### Girone finale
La fase finale dei playoff si è svolta a Elbasan dal 19 al 22 aprile 2009.
| Pos | Squadra            | Pti | G | V | N | P | GF | GS |
| --- | ------------------ | --- | - | - | - | - | -- | -- |
| 1   | KF Tirana          | 9   | 3 | 3 | 0 | 0 | 15 | 6  |
| 2   | KS Ali Demi Tirane | 2   | 2 | 1 | 0 | 1 | 7  | 7  |
| 3   | Flabina Tirana     | 1   | 3 | 0 | 1 | 2 | 6  | 13 |
| 4   | Flamurtari Vlore   | 0   | 2 | 0 | 1 | 1 | 2  | 4  |